# Codex Gissensis

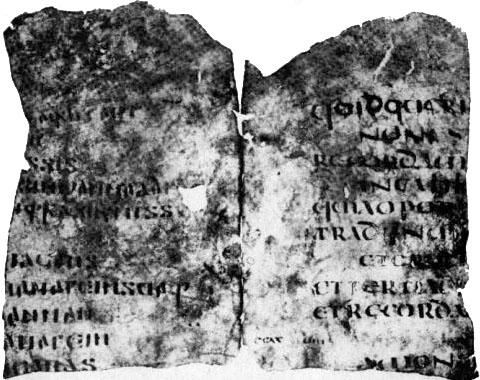
Foto van het Gotische fragment; links pag.2 rechts pag.15; Zie ook [http://www.gotica.de/gissensis.html Christian T. Petersen, Codex Gissensis

De Codex Gissensis is een van de manuscriptfragmenten waarin delen van de Gotische Bijbelvertaling van bisschop Wulfila zijn overgeleverd. Dit fragment werd waarschijnlijk geschreven in de 5e eeuw en was het oudste teruggevonden fragment van de Wulfila Bijbel.
Het fragment werd in Egypte gevonden in 1907 en bevatte enkele verzen uit het Lucas evangelie. Het kwam uit een tweetalig handschrift in het Gotisch en het Latijn. Het fragment bestond uit twee stukken perkament gesneden uit één bifolium, dat het buitenste bifolium was van een quaternion, en het bevatte de volgende delen:
- Latijn: Lucas 23:2-6 (pag1); 24:5-9 (pag15)
- Gotisch: Lucas 23:11-14 (pag.2); 24:13-17 (pag.16)[4]

De tekst was geschreven in één kolom van 11 lijnen. De lijnen zijn niet volledig.
Deze folia werden oorspronkelijk bewaard in de universiteitsbibliotheek van Giessen (Duitsland) onder de signatuur 'Handschrift Nr. 651/20', maar ze ging verloren in 1945 door waterschade. Sommigen betwijfelen dat, Petersen is van mening dat het fragment best nog kan bestaan maar in 1945 via Amerikaanse GI’s op de zwarte markt geraakte. Zijn onderzoek wees uit dat de bibliotheek nog steeds over een fotokopie van het fragment beschikt.
De Gotische tekst van het fragment werd gereconstrueerd en gepubliceerd door Helm in 1910, Glaue reconstrueerde het Latijnse fragment. Een nieuwe reconstructie van de tekst werd recent gemaakt door Magnus Snædal.